# V tomhle zámku straší, šéfe!
V tomhle zámku straší, šéfe! je československá televizní komedie z roku 1989 režírovaná Hynkem Bočanem. Film je 5. dílem ze série pěti volně navazujících komedií s podvodníky Pepanem, Járou a Marcelou. Celá série vyšla na DVD pod souborným názvem Šéfové.

## Děj
Pepan, Jára a Marcela mají v plánu vyloupit zámek (v zámku pracují jako zaměstnanci). Ovšem do toho se jim začne motat podvodnice Barbara (Jiřina Bohdalová) která je chce předejít. Proto nastupuje do zámku jako knihovnice jako profesorka pod jménem Roubková. Nakonec je ale kastelán (Jiří Sovák) odhalí a trojici podvodníčků ze zámku propustí.

## Obsazení
| Petr Nárožný       | podvodník Josef „Pepan” Mareček                   |
| Karel Heřmánek     | zloděj aut Jaroslav zvaný „Jára“                  |
| Naďa Konvalinková  | prostitutka Marcela                               |
| Jiřina Bohdalová   | podvodnice Barbara alias profesorka Robková       |
| Jiří Sovák         | kastelán zámku                                    |
| Jan Kanyza         | malíř a restaurátor Malina                        |
| Lubomír Lipský     | majitel chalupy u zámku                           |
| Uršula Kluková     | zlodějka sošky Kosová                             |
| Lída Roubíková     | průvodkyně na zámku Mánková                       |
| František Husák    | návštěvník zámku nespokojený s výkladem           |
| Otakar Brousek ml. | zájemce o obrazy                                  |
| Vladimír Krška     | zájemce o obrazy                                  |
| Pavel Nový         | pasák zvaný „frajer“, Barbařin komplic            |
| Robert Vrchota     | návštěvník zámku spokojený s výkladem             |
| Ivan Podobský      | návštěvník zámku                                  |
| Miluše Šplechtová  | zlodějka starožitností zvaná „Dračice“            |
| Jiří Klem          |                                                   |
| Ladislav Trojan    | major Manďák                                      |
| Miloslav Štibich   | překupník                                         |
| Jindřich Hinke     | doprovod návštěvníka zámku spokojeného s výkladem |

## Tvůrci a štáb
- Režie: Hynek Bočan
- Scénář: Ivan Gariš
- Dramaturg: Václav Luks
- Hlavní kameraman: Petr Čepický
- Vedoucí výrobního štábu: Ivo Mathé
- Hudba: Vadim Petrov
- Výtvarník scény: Leopold Zeman
- Výtvarník kostýmů: Svata Sophová
- Kostýmy: Miroslava Pletichová, Radmila Sedláková
- Zvuk: Pavel Dvořák
- Střih: Jiří Šebelka
- Střih záznamu: Eva Šťáhlavská, Václav Kubale
- Kameramani: Václav Malý, Zdeněk Uher
- Masky: Zuzana Baťková, Josef Borovička
- Skript: Helena Matušková
- Asistent režie: Zuzana Mathéová
- Pomocný režisér: Arnošt Doležel
- Rekvizity: Petr Jamník, Jiří Jamník

## Produkční a technické údaje
- Premiéra: 27. leden 1990, I. program Československé televize (od 20:00)
- Výroba: Československá televize Praha, Hlavní redakce zábavných pořadů, © 1989
- Barva: barevný
- Jazyk: čeština
- Délka: cca 74 minut
- Formát obrazu: 4:3